# Ынгхоа

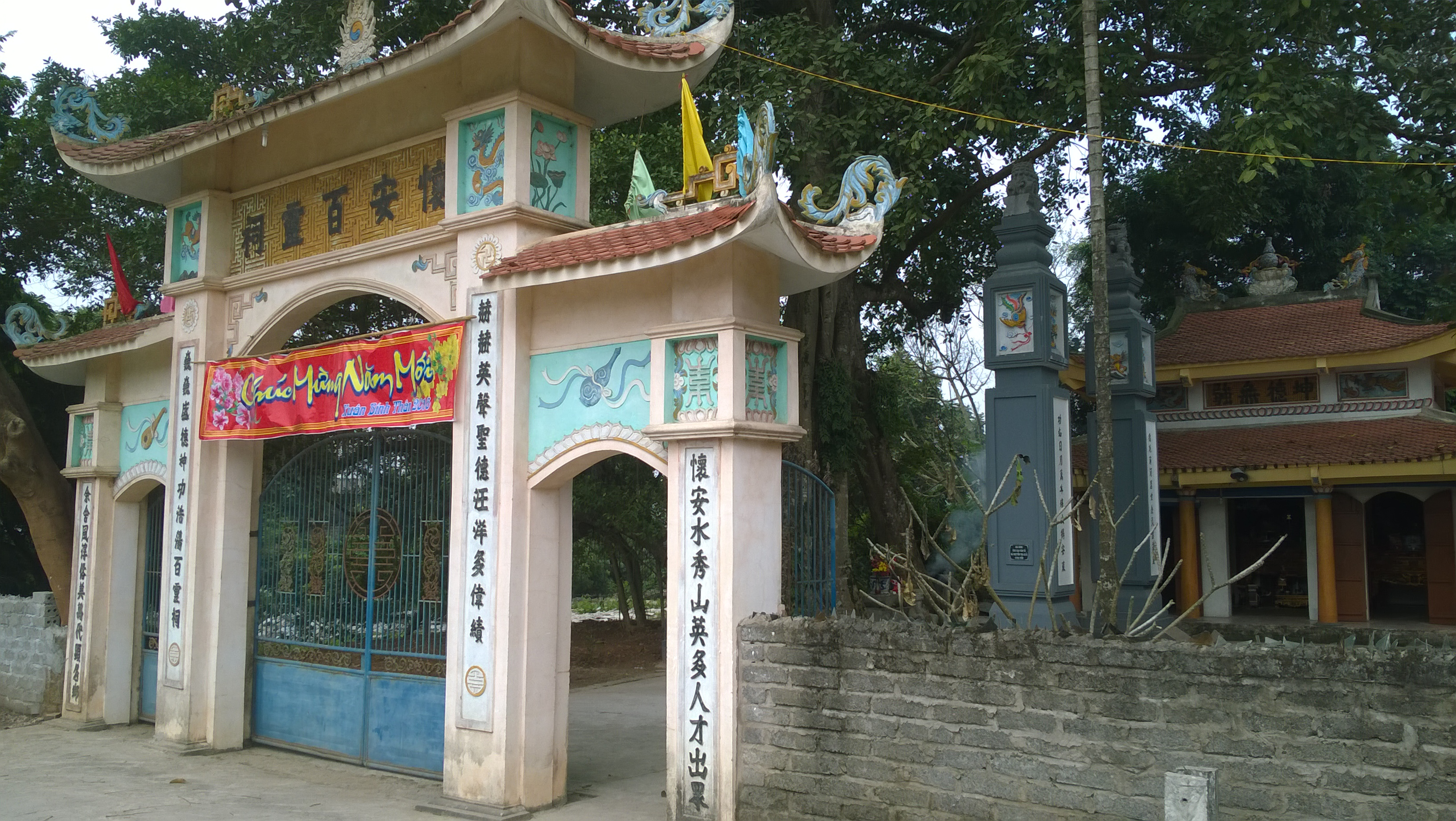
Один из храмов уезда Ынгхоа

Ынгхоа (вьет. Ứng Hòa) — уезд Вьетнама, один из семнадцати сельских уездов, входящих в состав Ханоя (с 2008 года). Площадь — 184 км², население — 193,7 тыс. человек, административный центр — город Вандинь (вьет. Vân Đình).

## География
Уезд Ынгхоа расположен на юг от центра Ханоя. На западе он граничит с уездом Мидык, на северо-западе — с уездом Тьыонгми, на севере — с уездом Тханьоай, на востоке — с уездом Фусюен, на юге — с провинцией Ханам. Западную границу уезда составляет река Дай (вьет. Sông Đáy).

## Административное деление
В настоящее время в состав уезда Ынгхоа входит один город (thị trấn) — Вандинь, и 28 сельских общин — Каотхань (вьет. Cao Thành), Дайкыонг (вьет. Đại Cường), Дайхунг (вьет. Đại Hùng), Дойбинь (вьет. Đội Bình), Донгло (вьет. Đông Lỗ), Донгтан (вьет. Đồng Tân), Донгтьен (вьет. Đồng Tiến), Хоашон (вьет. Hoa Sơn), Хоалам (вьет. Hòa Lâm), Хоанам (вьет. Hòa Nam), Хоафу (вьет. Hòa Phú), Хоаса (вьет. Hòa Xá), Хонгкуанг (вьет. Hồng Quang), Кимдыонг (вьет. Kim Đường), Льенбат (вьет. Liên Bạt), Лыухоанг (вьет. Lưu Hoàng), Миньдык (вьет. Minh Đức), Фулыу (вьет. Phù Lưu), Фыонгту (вьет. Phương Tú), Куангфукау (вьет. Quảng Phú Cầu), Шонконг (вьет. Sơn Công), Таозыонгван (вьет. Tảo Dương Văn), Чамлонг (вьет. Trầm Lộng), Чунгту (вьет. Trung Tú), Чыонгтхинь (вьет. Trường Thịnh), Вантхай (вьет. Vạn Thái), Вьенан (вьет. Viên An), Вьенной (вьет. Viên Nội).
В городе Вандинь расположены уездная больница, отель, большой рынок, народный комитет уезда, полицейский участок, католический собор, несколько буддийских храмов, школы.

## Транспорт
По территории уезда Ынгхоа проходит национальное шоссе № 21b, которое связывает центральный Ханой с провинцией Ханам. В городе Вандинь через реку Дай переброшен мост, связывающий уезды Ынгхоа и Мидык. Развита система автобусного сообщения, планируется строительство линии электрички, которая соединит уезд с центром Ханоя.

## Экономика
В экономике уезда Ынгхоа преобладает сельское хозяйство, крестьяне поставляют на рынки Ханоя рис, овощи, фрукты, чай, молочные продукты, свинину, мясо птицы и пресноводную рыбу. Большие работы проводятся в сфере содержания и ремонта дамб и ирригационных каналов, хотя нередки случаи их разрушения. В уезде имеются проблемы с чистой питьевой водой и наблюдаются перебои с водой в засушливые периоды. В общине Хонгкуанг работает крупный цементный завод. В сельской местности имеется множество мелких мастерских и цехов, которые производят бамбуковые и тростниковые изделия (зубочистки, ароматические палочки, веники и корзины).

## Культура
В общине Миньдык проводится праздник храма Баса (вьет. lễ hội đền Ba Xã), который сопровождается танцем дракона, танцем единорога, петушиными боями и боями мешками риса. В общине Фыонгту проводится праздник деревни Донгфи (вьет. Động Phí), сопровождаемый соревнованиями паланкинов и барабанщиков, а также танцем льва. В общине Хоашон проводится местный праздник, который сопровождается мольбой о хорошем урожае зерна и ловлей угря в большую флягу. Также в общине Хоашон проводится праздник деревни Чанданг (вьет. Trần Đăng), посвящённый памяти легендарного полководца Ан Зыонг-выонга, который сопровождается маскарадом и играми. В общине Хонгкуанг проводится праздник храма Хыувинь, сопровождаемый процессией паланкинов, гонками на лодках и борьбой. В общине Льенбат проводится деревенский праздник, который посвящён трём местным святым и сопровождается процессией паланкинов.